# Ctenuchidia virgo
Espèce
Ctenuchidia virgo est une espèce de lépidoptères (papillons) de la famille des Erebidae et de la sous-famille des Arctiinae.

## Répartition
Cette espèce est présente aux Antilles, notamment à Cuba.

## Philatélie
Ce papillon figure sur un timbre-poste de Cuba de 1965 (valeur faciale : 3 c.)[réf. souhaitée].